# مالايا البريطانية
مالايا البريطانية مصطلح يشير بصورة فضفاضة إلى مجموعة ولايات في شبه جزيرة مالايا وجزيرة سنغافورة التي وقعت تحت الهيمنة البريطانية بين القرنين الثامن عشر والعشرين. خلافًا لمصطلح «الهند البريطانية» الذي يستثني الولايات الأميرية، يشير مصطلح مالايا البريطانية غالبًا إلى دول مالايا الاتحادية وغير الاتحادية التي كانت محميات بريطانية يحكمها حكام محليون، وإلى مستعمرات المضيق التي كانت تحت سيادة التاج البريطاني وحكمه المباشر، بعد فترة من حكم شركة الهند الشرقية.
قبل تشكّل اتحاد مالايا في 1946، لم يكن لأراضيه حكومة موحدة، باستثناء بُعَيد الحرب، حين صار ضابط عسكري بريطاني حاكمًا مؤقتًا. وإنما ضمت مالايا البريطانية مستعمرات المضيق وولايات مالايا الاتحادية وغير الاتحادية. تحت الهيمنة البريطانية كانت مالايا من أربح مناطق الإمبراطورية وأكسبها، إذ كانت كبرى البلاد المنتجة للقصدير، ثم المطاط. في الحرب العالمية الثانية حكمت اليابان جزءًا من مالايا بوصفه جزءًا من سنغافورة.
لم يحظ اتحاد مالايا بشعبية، وفي عام 1948 انحل، وحلت محله اتحادية مالايا التي صارت مستقلة تمامًا في 31 أغسطس عام 1957. في 16 سبتمبر عام 1963 انضمت الاتحادية إلى شمال بورنيو وسراوق وسنغافورة لتشكيل اتحاد ماليزيا.

## التدخل البريطاني المبدئي في سياسة ملايا
كان أول تدخل بريطاني رسمي في سياسة ملايا في عام 1771، حين حاولت بريطانيا العظمى مراكز تجارية في بينانق، التي كانت قبلئذ جزءًا من قدح. استعمرت بريطانيا سنغافورة في عام 1819، وكان لها سيطرة تامة على الولاية حينئذ.

### بينانق وقدح
يمكن تتبع شركات بريطانية اتجرت في شبه جزيرة ملايو في منتصف القرن الثامن عشر. في إبريل عام 1771 أرسلت «جُردان وسوليفان ودي سوزا» (شركة بريطانية في مدينة مدراس الهندية) فرنسيس لايت للقاء سلطان قدح، السلطان محمد جيوة زين العادلين الثاني، لفتح سوق الولاية للتجارة. كان لايت أيضًا نقيبًا في خدمة شركة الهند الشرقية.
كان السلطان حينئذ يواجه تهديدات خارجية. كثيرًا ما طلبت سيام -التي كانت في حرب ضد بورما، وكانت ترى ولاية قدح تابعة لها- من قدح إرسال تعزيزات. كثيرًا ما كانت قدح حليفة لسيام على مضض وتردد.
بعد مفاوضة لايت، قبِل السلطان أن يسمح لشركة جُردان وسوليفان ودي سوزا ببناء مركز تجاري في قدح وإدارته، بشرط موافقة بريطانيا على حماية الولاية من التهديدات الخارجية. بلّغ لايت رؤساءه في الهند هذه الرسالة، لكن شركة الهند الشرقية لم تقبل العرض.
بعد عامين مات السلطان محمد جيوة وخلفة السلطان عبد الله محرم شاه. عرض السلطان الجديد على لايت (الذي صار حينئذ مندوبًا بريطانيًّا) ولاية بينانق مقابل دعم قدح عسكريًّا. أخبر لايت الشركة بعرض السلطان، لكن الشركة أمرته بالاستحواذ على بينانق، بلا ضمان أنها ستدعم ولاية قدح كما طلب السلطان. استحوذ لايت على بينانق وضمن للسلطان الدعم العسكري على رغم موقف الشركة. بُعَيد ذلك كانت الشركة قد اتخذت قرارها وأخبرت لايت بأنها لن تدعم قدحًا عسكريًّا. في يونيو عام 1788 أعلم لايت السلطان بقرار الشركة. شعر السلطان بأنه خُدع، فأمر لايت بمغادرة بينانق، لكن لايت رفض.
السلطان دفعه رفض لايت إلى تعزيز قوات قدح العسكرية وتحصين بيراي (امتداد ساحلي قبالة بينانق). أدرك البريطانيون خطورة هذا، فدمروا حصن بيراي، واضطروا السلطان إلى توقيع اتفاقية تبيح بينانق للبريطانيين، مقابل حصول السلطان على أجرة سنوية قدرها 6,000 بيزو إسباني. في 1 مايو عام 1791 رُفع علم الاتحاد على بينانق رسميًّا لأول مرة. في عام 1800 تنازلت قدح للبريطانيين عن بيراي، وزادت أجرة السلطان 4,000 بيزو. سُميت بينانق لاحقًا «جزيرة أمير ويلز»، وسُميت بيراي «ويليزلي».
في عام 1821 غزت سيام قدحًا، واستباحت عاصمتها ألور ستار، وظلت الولاية في قبضتها حتى عام 1842.